# Otto Landsberg

Otto Landsberg

Otto Landsberg (* 4. Dezember 1869 in Rybnik, Oberschlesien; † 9. Dezember 1957 in Baarn, Niederlande) war ein deutscher Jurist und Politiker, seit 1890 Mitglied der Sozialdemokratischen Partei Deutschlands (SPD) und von 1919 bis 1920 Reichsjustizminister.

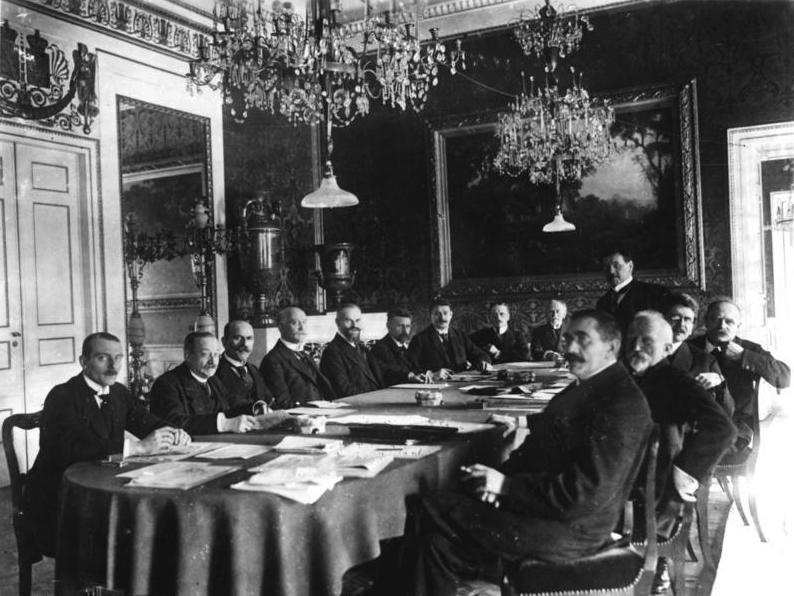
Erste Kabinettssitzung des Kabinetts Scheidemann am 13. Februar 1919 in Weimar. V.l.: Ulrich Rauscher, Pressechef der Reichsregierung, Robert Schmidt, Ernährung, Eugen Schiffer, Finanzen, Philipp Scheidemann, Reichskanzler, Otto Landsberg, Justiz, Rudolf Wissell, Wirtschaft, Gustav Bauer, Arbeit, Ulrich von Brockdorff-Rantzau, Auswärtiges, Eduard David ohne Portefeuille, Hugo Preuss, Inneres, Johannes Giesberts, Post, Johannes Bell, Kolonien, Georg Gothein, Schatz, Gustav Noske, Reichswehr

## Leben und Beruf
Landsberg stammte aus einer jüdischen Familie. Nach dem Abitur 1887 in Ostrowo in der Provinz Posen studierte Landsberg in Berlin Rechtswissenschaften. Nach dem ersten Staatsexamen 1890 war er als Gerichtsreferendar in Gostyn, Ostrowo und Posen tätig und legte 1895 das zweite Staatsexamen ab. 1895 ließ er sich als Rechtsanwalt in Magdeburg nieder, um sich 1903 mit dem ebenfalls der SPD nahestehenden Juristen jüdischer Herkunft Emil Hammerschlag zu einer Gemeinschaftspraxis zusammen zu schliessen. Im Ersten Weltkrieg wurde Landsberg dem „rechten“ Flügel der SPD zugerechnet. Gleichzeitig sprach er sich aber gegen selbst in der Sozialdemokratie vorhandene Annexionswünsche in Bezug auf Belgien aus, die vor allem durch Eduard David vorgebracht wurden. Nach der Novemberrevolution 1918 wurde er zusammen mit Paul Hirsch und Kurt Rosenfeld Volkskommissar der Übergangsregierung in Preußen. Er gehörte der deutschen Delegation auf der Pariser Friedenskonferenz von 1919 an. Von 1920 bis 1923 war er Gesandter des Deutschen Reiches in Belgien. Anfang 1924 eröffnete er eine Anwaltskanzlei in Berlin. Er vertrat 1925 Friedrich Ebert im Münchner Gerichtsprozess um die „Dolchstoßlegende“ als Rechtsbeistand.
Nach der „Machtergreifung“ durch die Nationalsozialisten emigrierte er 1933 über die Tschechoslowakei und Belgien in die Niederlande. In den Niederlanden wurde Otto Landsberg im Zweiten Weltkrieg trotz seiner jüdischen und politischen Herkunft im hohen Alter verschont. Landsberg lebte auch nach Ende des Krieges bis zu seinem Tode 1957 im Alter von 88 Jahren in der Provinz Utrecht.

## Abgeordneter
Landsberg war von 1903 bis 1909 Stadtverordneter in Magdeburg. Eine Kandidatur bei der Reichstagswahl 1907 im Reichstagswahlkreis Fürstentum Schwarzburg-Sondershausen war erfolglos. Bei der Reichstagswahl 1912 wurde er im Wahlkreis Magdeburg 4 in den Reichstag des Kaiserreiches gewählt (bis 1918). 1919/20 war er Mitglied der Weimarer Nationalversammlung. Von Dezember 1924 bis 1933 war er erneut Reichstagsabgeordneter für die SPD.

## Öffentliche Ämter
Landsberg wurde 1918 Mitglied im Rat der Volksbeauftragten, wo er für Presse, Kunst und Literatur zuständig war. Im Rat sprach er sich für eine Auflösung Preußens und eine Neugliederung des Reiches aus, konnte sich damit jedoch nicht durchsetzen. 1919 war er zunächst Staatssekretär des Reichsjustizamtes, dann gehörte er dem Kabinett Scheidemann als Justizminister an.